# سخنرانی‌نویس

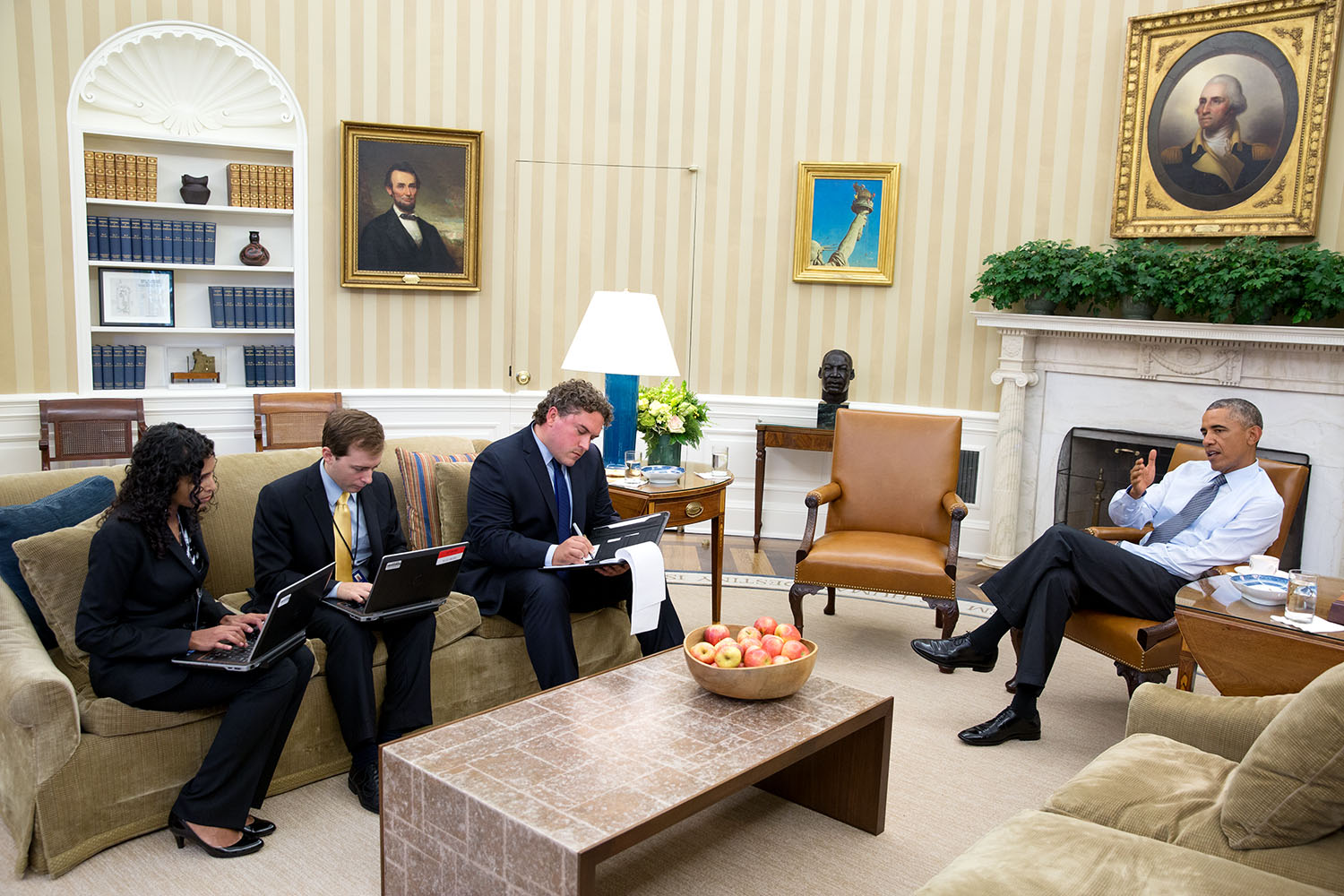
سخنرانی نویسان باراک اوباما، رئیس جمهور پیشین آمریکا؛ در حال آماده سازی سخنرانی ایشان در مجمع عمومی سازمان ملل

سخنرانی‌نویس کسیست که استخدام شده تا سخنرانی‌هایی را آماده کرده و بنویسد که شخص دیگری ارائه خواهد داد. سخنرانی نویسان را بسیاری از مقامات منتخب عالی رتبه و مدیران بخش‌های دولتی و خصوصی استخدام می‌کنند. آن‌ها را می‌توان برای نوشتن برای ازدواج‌ها یا دیگر مراسم عمومی نیز استخدام کرد. سخنرانی‌نویس مستقیماً با مقامات ارشد یا رهبران کار می‌کند تا مشخص کند چه نکات، درون مایه‌ها، مواضع یا پیام‌هایی را مدیر دوست دارد پوشش دهد. سخنرانی‌نویس باید بتواند نقد و نظر نسخه‌های متفاوت سخنرانی را بپذیرد و بتواند تغییرات پیشنهادی را در نسخه بگنجاند. سخنرانی نویسان باید بتوانند در آن واحد بر سخنرانی‌های متعدد متفاوتی کار کنند و زمانشان را به نحوی مدیریت کنند که بتوانند موعدهای سفت و سخت پایان دادن به سخنرانی سر وقت را رعایت کنند.